# 아머드 코어
《아머드 코어》는 프롬 소프트웨어에서 만든 메카 3인칭 슈팅 게임 시리즈이다. 1997년 플레이스테이션으로 발매된 《아머드 코어》로 시작해 제목에 숫자가 붙은 본편이 2023년까지 6개, 그 외 각 본편에 대응하는 작품들을 합해 13개 이상의 게임들이 출시됐다.
대체로 먼 미래의 지구를 무대이고 이름없는 용병이 주인공이며, '아머드 코어'라 물리는 거대로봇 병기를 조종해 기업이나 개인의 임무를 맡아 수행하는 것이 주이야기이다. 플레이어가 고객의 임무를 성공할 때마다 신용도를 획득해 아머드 코어를 개량해 차기 임무에서 더 높은 활약을 노릴 수 있다. 일부 게임에선 아머드 코어끼리 격전하는 '아레나' 모드가 존재해 플레이어가 이를 통해 추가보상과 수입을 얻을 수도 있다.
시리즈 내에서 서로 연결되는 이야기와 같은 배경을 공유하지 않는 여러 개의 세계선이 존재한다.

## 게임
| 1997 | 아머드 코어                     |
| 1997 | 아머드 코어: 프로젝트 판타즈마  |
| 1998 |                                 |
| 1999 | 아머드 코어: 마스터 오브 아레나 |
| 2000 | 아머드 코어 2                   |
| 2001 | 아머드 코어 2: 어나더 에이지    |
| 2002 | 아머드 코어 3                   |
| 2003 | 아머드 코어 3: 사일런트 라인    |
| 2004 | 아머드 코어: 넥서스             |
| 2004 | 아머드 코어: 모바일 미션        |
| 2004 | 아머드 코어: 나인 브레이커      |
| 2004 | 아머드 코어: 포뮬러 프론트      |
| 2005 | 아머드 코어: 라스트 레이븐      |
| 2005 | 아머드 코어: 모바일 2           |
| 2005 | 아머드 코어: 모바일 온라인      |
| 2006 | 아머드 코어 4                   |
| 2007 | 아머드 코어: 모바일 3           |
| 2008 | 아머드 코어: 모바일 4           |
| 2008 | 아머드 코어: 포 앤서            |
| 2009 |                                 |
| 2010 |                                 |
| 2011 |                                 |
| 2012 | 아머드 코어 V                   |
| 2013 | 아머드 코어: 버딕트 데이        |
| 2014 |                                 |
| 2015 |                                 |
| 2016 |                                 |
| 2017 |                                 |
| 2018 |                                 |
| 2019 |                                 |
| 2020 |                                 |
| 2021 |                                 |
| 2022 |                                 |
| 2023 | 아머드 코어 VI: 루비콘의 화염   |

### 아머드 코어
- 아머드 코어
- 아머드 코어: 프로젝트 판타즈마
- 아머드 코어: 마스터 오브 아레나

### 아머드 코어 2
- 아머드 코어 2
- 아머드 코어 2: 어나더 에이지

### 아머드 코어 3
- 아머드 코어 3
- 아머드 코어 3: 사일런트 라인
- 아머드 코어: 넥서스
- 아머드 코어: 라스트 레이븐

### 아머드 코어 4
- 아머드 코어 4
- 아머드 코어: 포 앤서

### 아머드 코어 V
- 아머드 코어 V
- 아머드 코어: 버딕트 데이

### 아머드 코어 VI
2022년 12월 8일, 더 게임 어워즈 2022 수상식에서 2013년 《버딕트 데이》 출시 후 9년 만에 후속작 《아머드 코어 VI: 루비콘의 화염》이 발표됐다. 출시 플랫폼은 플레이스테이션 4, 플레이스테이션 5, 엑스박스 원, 엑스박스 시리즈 X/S 및 마이크로소프트 윈도우이다.

### 외전
- 아머드 코어: 나인 브레이커
- 아머드 코어: 포뮬러 프런트
- 아머드 코어: 모바일 미션
- 아머드 코어: 모바일 2
- 아머드 코어: 모바일 온라인
- 아머드 코어: 모바일 3
- 아머드 코어: 모바일 4

## 관련 매체
- 소설
  - 아머드 코어: 마스터 오브 아레나
  - 아머드 코어: 포트 타워 송
  - 아머드 코어: 브랜드 뉴 월드

- 만화
  - 아머드 코어: 타워 시티 블레이드

## 참조

### 내용주
1. ↑  일본어: アーマード・コア, 영어: Armored Core